# 托雷安農齊亞塔
托雷安农齐亚塔（Torre Annunziata）是意大利南部坎帕尼亚大区那不勒斯省的一个城市，坐落在维苏威火山山下，面临那不勒斯湾。该市曾经在公元79年和1631年毁于维苏威火山爆发。
该市曾经拥有重要的铁器和食品加工业，今天海军、军火和制药等工业仍然活跃。
1997年，Oplonti考古遗址被列为联合国世界遗产。
虽然拥有俯瞰那不勒斯湾的位置，火山形成的黑色沙滩，由于与黑社会组织克莫拉的联系，和勒索、凶杀和腐败中心的名声，使得托雷安农齐亚塔少有游客光顾。

## 友好城市
- 法國 拉西奥塔

## 方言
虽然托雷安农齐亚塔只是那不勒斯郊区的一座小城，却拥有自己独特的方言，称为Torrese，是那不勒斯语的一个变种，发音相当独特。